# Pascal Zuberbühler
Pascal Zuberbühler (Frauenfeld, 8. siječnja 1971.), je bivši švicarski nogometni vratar.

## Vanjske poveznice
- www.zubi1.ch (osobna stranica)